# Salote Mafile'o Pilovelu Tuita
Salote Mafile'o Pilovelu Tuita, Princesa Real (Tonga, 14 de novembro de 1951) é uma princesa de Tonga e irmã do atual rei Tupou VI. 

## Biografia
Sālote Mafileʻo Pilolevu Tuku'aho nasceu no Palácio Real de Tonga, na capital Nuku'alofa em 14 de novembro de 1951. A princesa foi educada nas tradições e religião de Tonga, tendo durante muitas ocasiões representado o país no exterior e promovido festas beneficentes em favor da educação em Tonga.  A princesa também serviu como regente de seu irmão Jorge Tupou V em seu reinado (2006-2012), tendo comandado o país em 2008, 2009 e 2011, sendo o mais recente caso de uma mulher governando Tonga desde o reinado de sua avó Salote Tupou III. 
A princesa dirigiu a Assembleia Legislativa, liderou as marchas do Memorial Day em 2008 e nomeou em 2010 o primeiro-ministro Sialeʻataongo Tuʻivakanō.  A princesa Salote está atualmente em 8º lugar na linha de sucessão ao trono de Tonga. 